# Vieux chênes de la Panonnie
Vieux chênes de la Panonnie este o arie protejată (sit de importanță comunitară — SCI) din Franța întinsă pe o suprafață de 28,29 ha, integral pe uscat.

## Localizare
Centrul sitului Vieux chênes de la Panonnie este situat la coordonatele 44°46′24″N 1°39′35″E / 44.77333°N 1.65972°E.

## Înființare
Situl Vieux chênes de la Panonnie a fost declarat arie specială de conservare în baza directivei 92/43 din 1992 referitoare la conservarea habitatelor naturale și a faunei și florei sălbatice pentru a proteja 3 specii de animale.

## Biodiversitate
Situată în ecoregiunea atlantică, aria protejată conține 1 habitat natural: Pajiști uscate seminaturale și facies de acoperire cu tufișuri pe substraturi calcaroase (Festuco-Brometalia) (* situri importante pentru orhidee).
La baza desemnării sitului se află mai multe specii protejate de  nevertebrate (3): croitorul mare al stejarului (Cerambyx cerdo), Limoniscus violaceus, rădașcă (Lucanus cervus).
Pe lângă speciile protejate, pe teritoriul sitului au mai fost identificate 5 specii de păsări, 27 de specii de nevertebrate.